# Rhododendron aureum
Rhododendron aureum là một loài thực vật có hoa trong họ Thạch nam. Loài này được Georgi miêu tả khoa học đầu tiên năm 1775.

## Hình ảnh

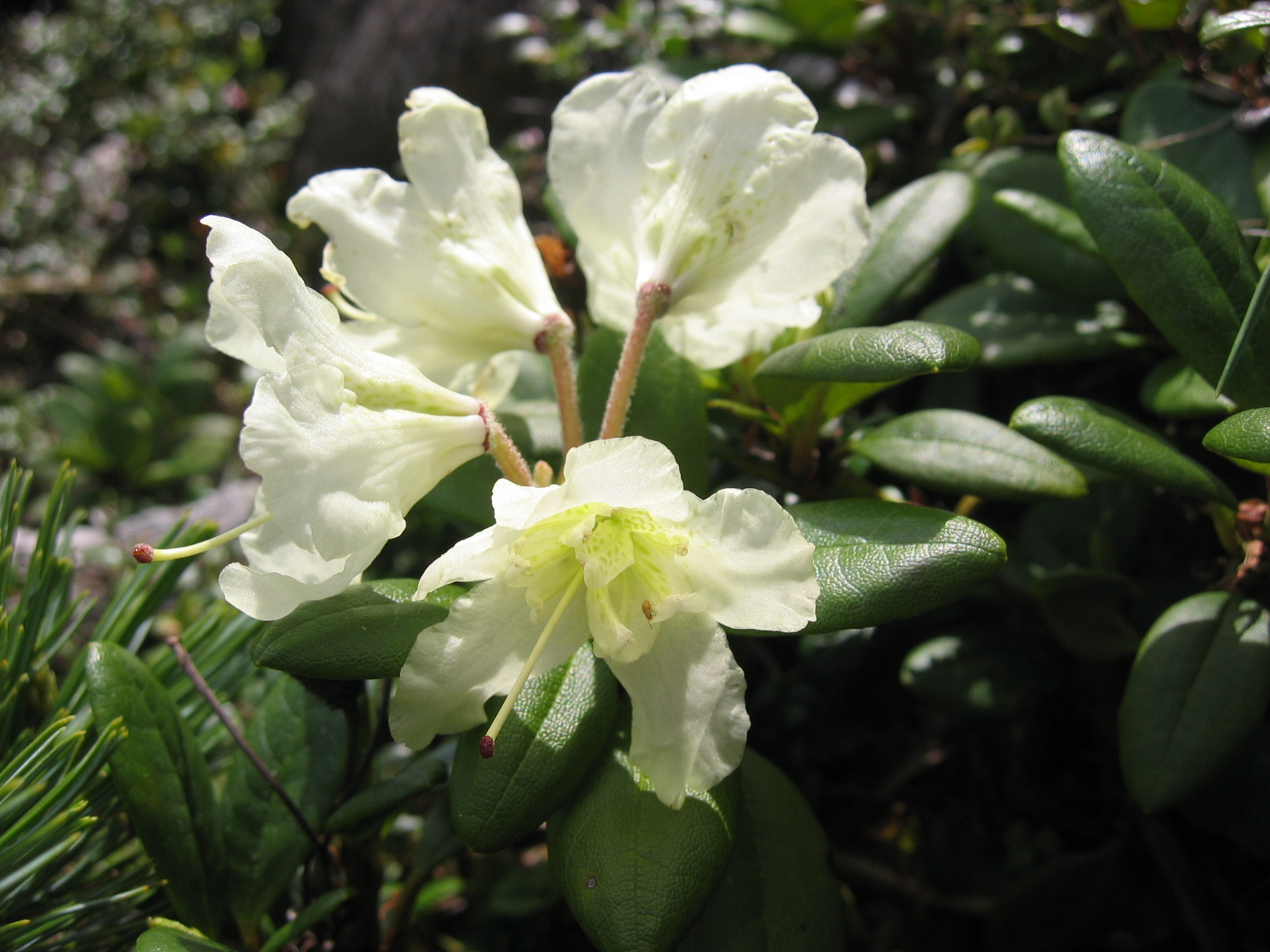
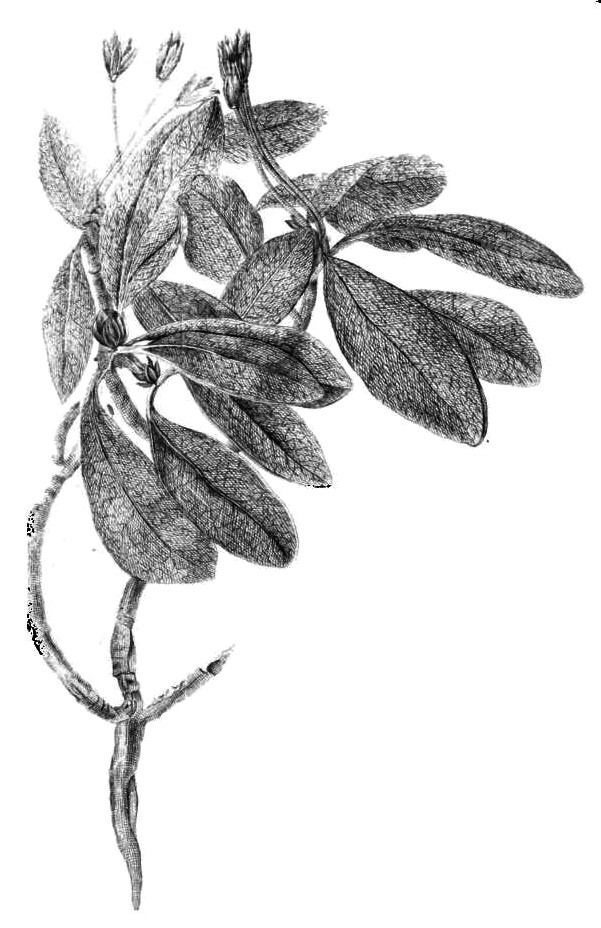
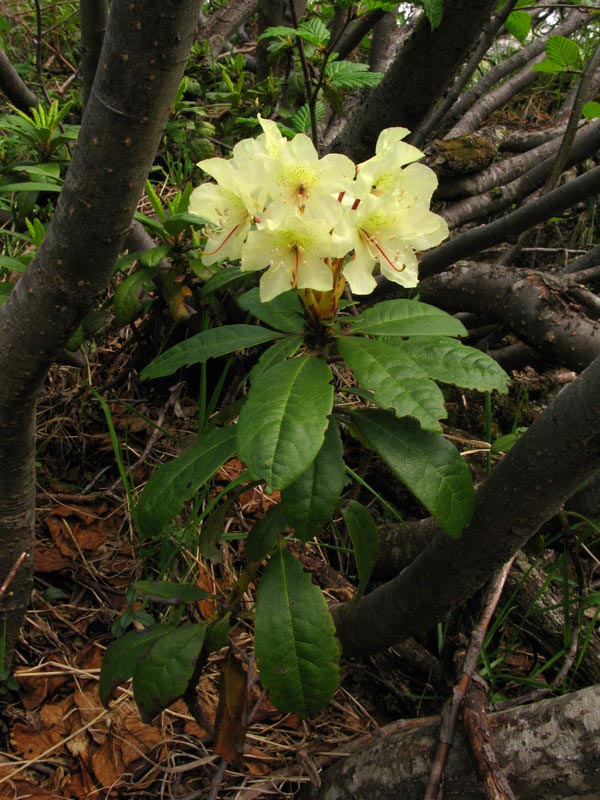
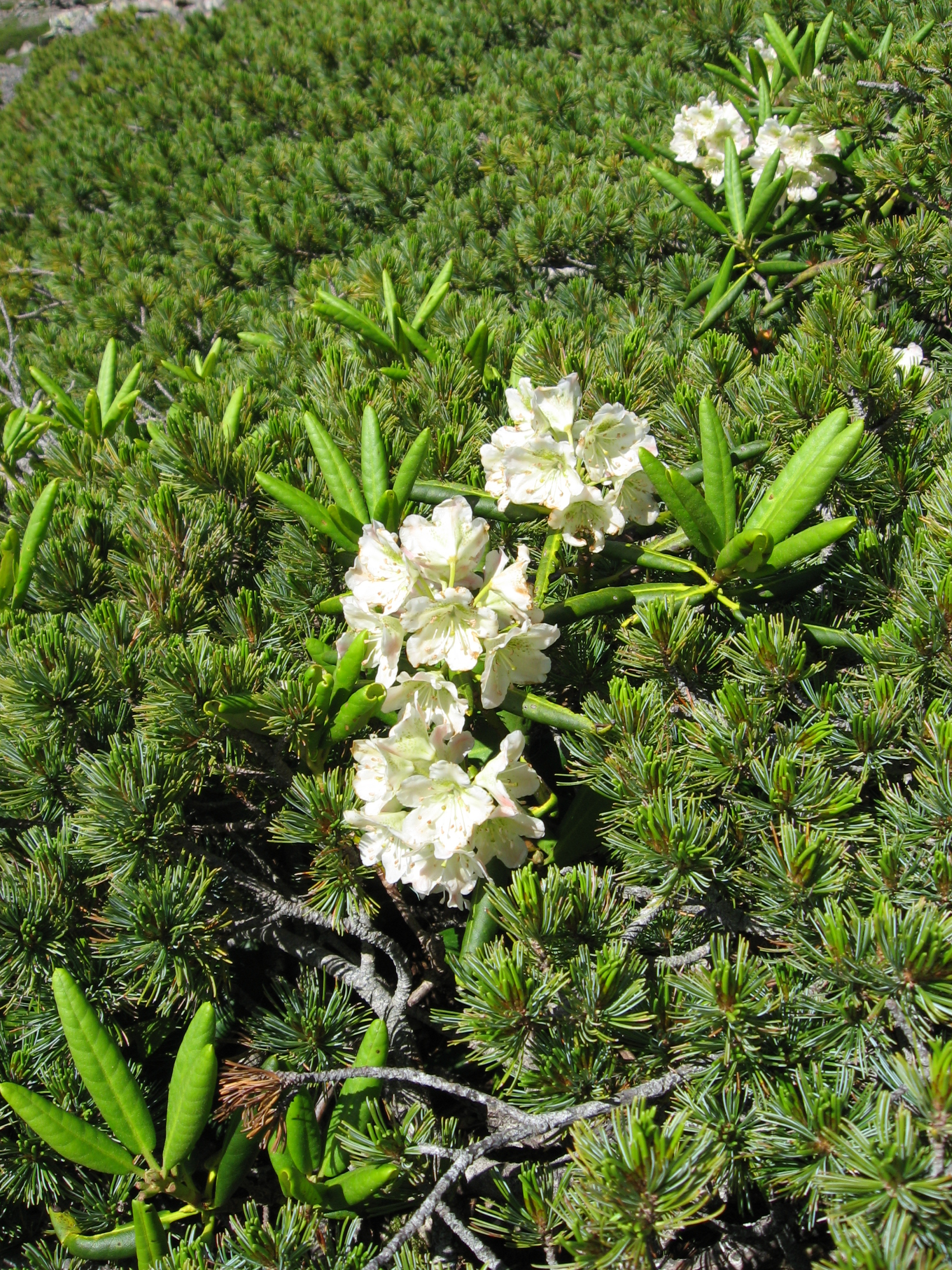